# Historia de la Red Nacional de los Ferrocarriles Españoles
La historia de la Red Nacional de los Ferrocarriles Españoles (RENFE) refiere a la empresa pública española dependiente del Ministerio de Fomento y dedicada al transporte ferroviario de pasajeros y mercancías, y es una parte de la historia del ferrocarril en España. Estuvo activa entre 1941 y 2005, cuando su actividad y entidad se dividió entre dos nuevas empresas públicas: Renfe Operadora y Administrador de Infraestructuras Ferroviarias (ADIF).

## Antecedentes

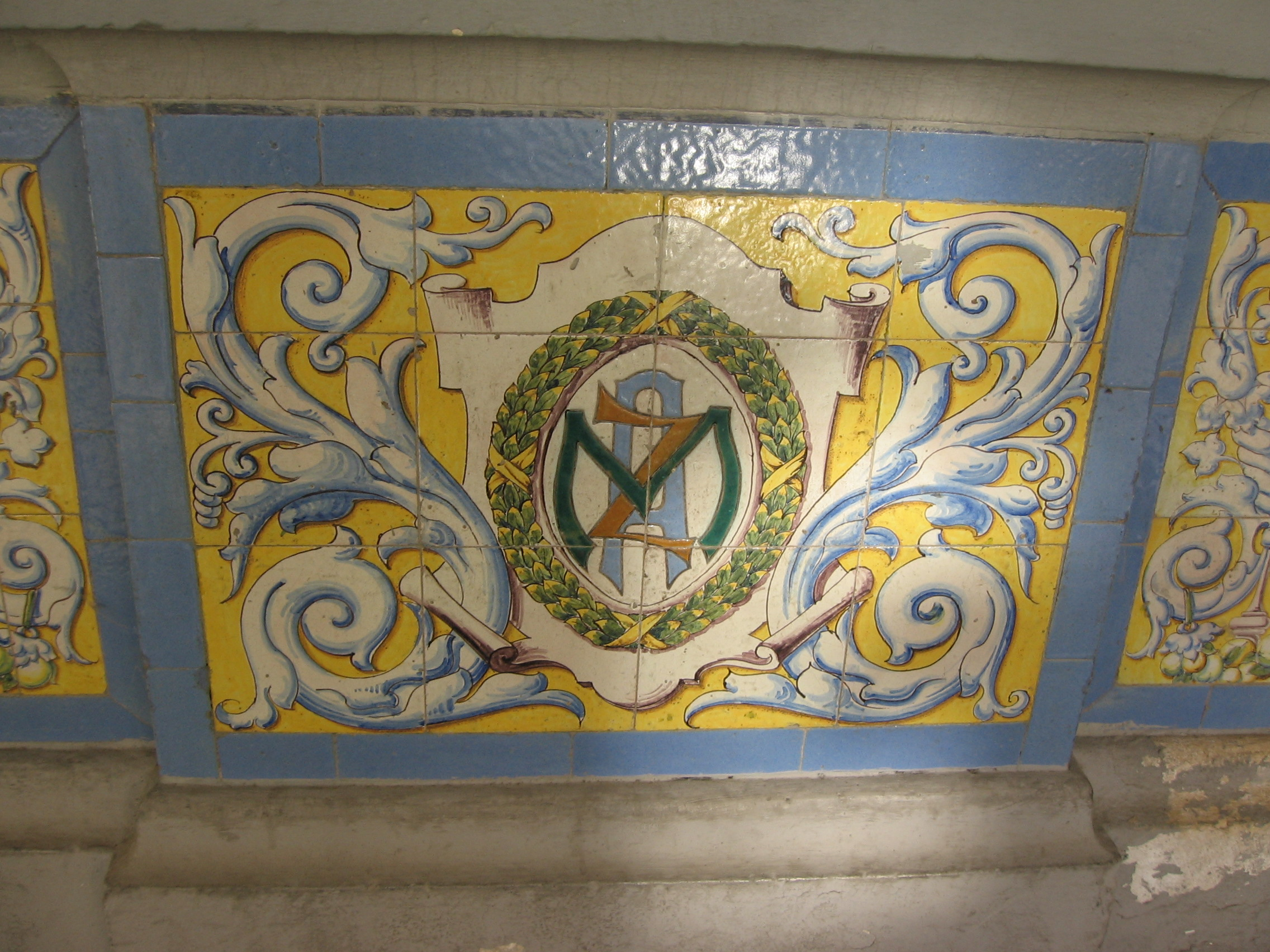
Azulejos en la Estación de Aranjuez con el emblema de la MZA, una de las más importantes del país.

La fundación de RENFE se produjo en el contexto posterior a la guerra civil española, con buena parte de la red ferroviaria española gravemente dañada durante la contienda. Sin embargo, la cuestión sobre la nacionalización del ferrocarril ya venía de lejos, en tanto que Francesc Cambó durante su etapa ministerial ya había propugnado esta idea debido a la deficiente actuación de las compañías ferroviarias privadas las cuales mantenían un parque móvil anticuado y a veces hasta un tendido ferroviario en mal estado. En 1927 se produciría la primera intervención estatal con la fundación de la Compañía Nacional de los Ferrocarriles del Oeste en y una década después fue intervenida la Compañía de los Ferrocarriles Andaluces. Con el estallido de la guerra civil, el 18 de julio de 1936, las compañías ferroviarias quedaron incautadas por el estado en el Decreto estatal de 3 de agosto de 1936. Tras la guerra, miles de Kilómetros de tendido se encuentran inservibles a lo que se une el 40% del parque móvil destruido y el restante por reparar. Ante esta situación, el nuevo estado franquista en 1939 gestionará las Compañías ferroviarias que se encuentran incapaces de ejercer sus labores, previo paso a la creación de Renfe en 1941.

## Durante el franquismo

### Fundación (1941)
El 24 de enero de 1941, el Gobierno aprobó la Ley de Bases de Ordenación Ferroviaria y de los Transportes por Carretera por la que todas las compañías de ancho ibérico que operaban en el Estado español fueron reunidas en una sola empresa estatal, la Red Nacional de los Ferrocarriles Españoles, RENFE. De las compañías nacionalizadas más importantes destacaban la Compañía de los Caminos de Hierro del Norte de España (1858-1941), la Compañía del Ferrocarril de Madrid a Zaragoza y Alicante (MZA) (1856-1941) y la Compañía Nacional de los Ferrocarriles del Oeste (1928-1941). La Compañía de los Ferrocarriles Andaluces, debido a sus pésimos resultados económicos, ya había pasado a control del Estado en 1936, mediante su integración en la de los Ferrocarriles del Oeste. Otras compañías de mucha menor importancia fueron, a destacar, la Compañía del Ferrocarril de Zafra a Huelva, la Compañía del Ferrocarril Santander - Mediterráneo o la Compañía del Ferrocarril Central de Aragón. Además de todos los ferrocarriles de ancho ibérico, fueron integrados en RENFE los ferrocarriles Cercedilla-Navacerrada (ancho métrico) y el ferrocarril eléctrico del Guadarrama (ancho de 80 cm), que adaptaron su ancho.
El siguiente paso dado por el Estado fue el de la difícil tarea de calcular el monto de indemnizaciones que recibirían las antiguas compañías. Al frente en la prioridad del cobro de los rescates pagados por el Estado (que acabarían siendo bastante elevados) se situaron los obligacionistas, seguidos de los accionistas y, por último, en caso de que quedase algo que repartir, las sociedades participativas. Así, RENFE se convertiría durante casi 64 años en el actor dominante del ferrocarril español.

### 1942-1949
En el momento de su creación RENFE contaba con 12.401 km de vía así como un variado y ya anticuado parque móvil procedente de las antiguas compañías. En los primeros años de su existencia tuvo que responder a escaseces de todo tipo y la necesidad apremiante de la reconstrucción de los daños producidos por la reciente Guerra Civil, una tarea difícil por la presente escasez de recursos económicos. Además, RENFE se encontró a su creación con una amalgama de distintos tipos de redes ferroviarias, y se fijó como otro objetivo principal la implantación de una organización simplificada de ferrocarriles que, entre otras cosas, obligaba a unificar las señales (había cerca de 30 tipos distintos) y reglamentos de circulación (entre las distintas compañías sumaban una veintena). Esta falta de repuestos y desgaste del material fue causa de no pocos y graves accidentes como el que tuvo lugar en Torre del Bierzo en enero de 1944, el más grave de la Historia de España.
Ante esta falta de material, la recién creada Renfe mantuvo los pedidos realizados por las compañías ferroviarias antes de la guerra aunque el calamitoso estado de la industria retrasaría la entrega del pedido. La única innovación de la época consistió en las primeras pruebas que se estaban realizando con el tren diseñado por Alejandro Goicoechea, el Talgo. Desde 1942 se vienen realizando pruebas con trenes experimentales y el primero de una larga serie, el Talgo I, que darán lugar a la entrada en servicio con Renfe solo unos años después. Por otro lado, en 1949 cuando se aprobó el Plan General de Reconstrucción y Reformas Urgentes (conocido en la época como Plan Guadalhorce) con el objetivo de resolver las necesidades más importantes. Entre otras cosas, preveía 5.000 millones de pesetas para la renovación de la Red y el desarrollo de un amplio programa: Las principales obras que se emprendieron como consecuencia de la ejecución de este Plan se centraron en la sustitución y el refuerzo de puentes metálicos, la ampliación de estaciones de clasificación de mercancías, la renovación de más de mil kilómetros de vía, instalaciones de seguridad y dotación de señales luminosas en las líneas de más tráfico e inicio de un programa de electrificación. También incluía el Plan la renovación de material: estaba previsto la adquisición de 200 locomotoras, 5.000 vagones y 400 coches de pasajeros para completar los pedidos iniciales desde 1941.

#### Renovación del parque móvil
Cuando se creó RENFE, ésta se encontró con una gran variedad de material procedente en su mayoría de las cuatro compañías principales antes de la guerra: MZA, Norte, Oeste y Andaluces. En el mismo año que RENFE empezó su andadura, 1941, y ante la acuciante falta de material motor, se hizo el primer pedido de 130 locomotoras. Se repartieron así:
- 22 locomotoras tipo 2700, rodaje Montaña, 2-4-1, a cargo de la Maquinista Terrestre y Marítima,
- 28 locomotoras del tipo 4600 que la antigua NORTE ya había pedido a Babcock & Wilcox,
- 80 locomotoras del tipo 2400, rodaje Mastodonte, 2-4-0: 30 a Euskalduna, 28 a Construcciones Devis y 22 a Babcock & Wilcox.

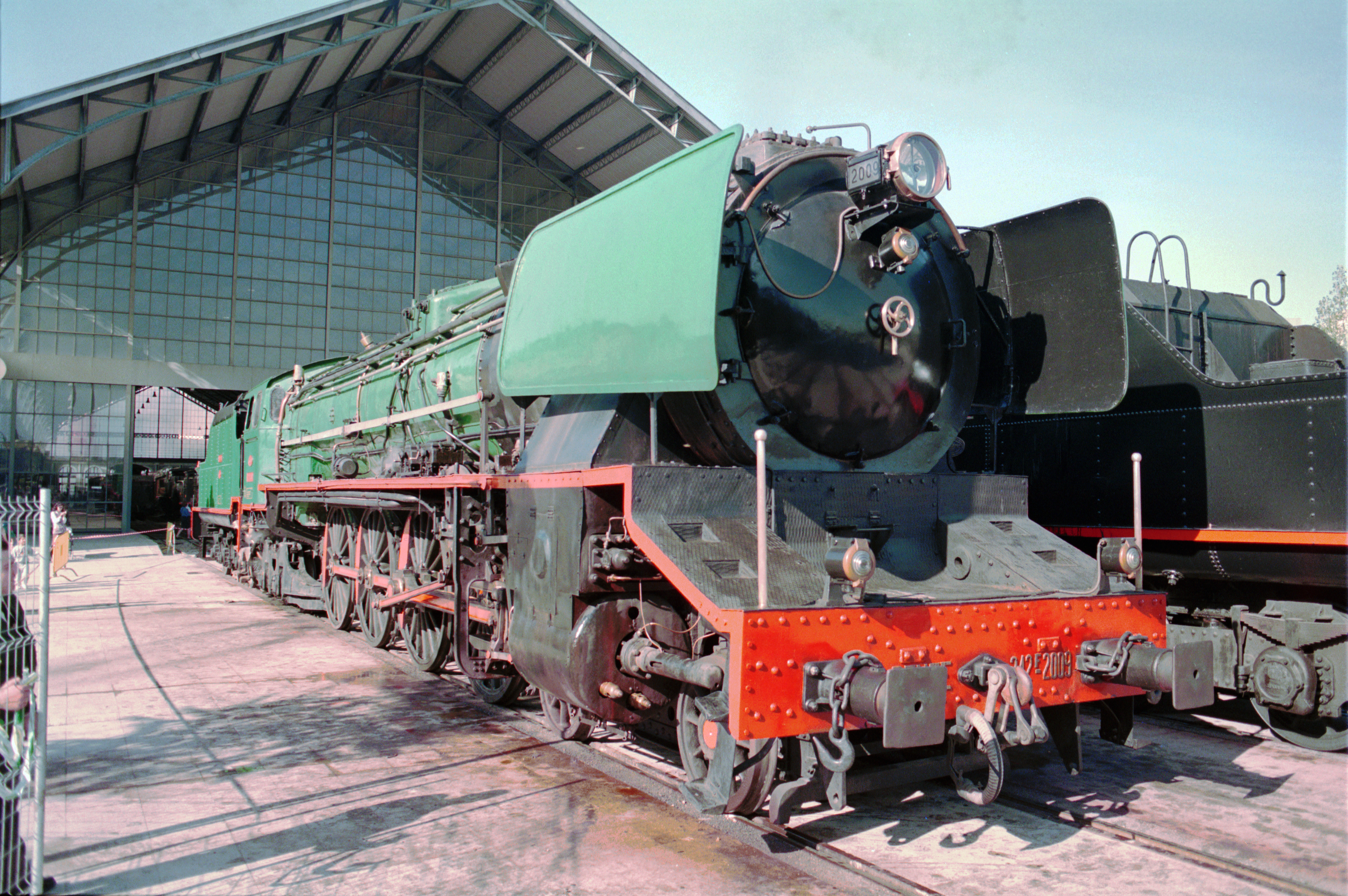
La locomotora Confederación, una de las últimas de tracción vapor en ser adquirida por RENFE.

Las dos primeras 2700 fueron entregadas en 1944 ya que la MTM necesitó tres años para fabricar dos locomotoras y seis años más para completar el pedido de 130 unidades. La industria ferroviaria española padecía las consecuencias de la destrucción de la Guerra Civil, la estrechez económica así como la Segunda Guerra Mundial y el posterior aislamiento internacional. En 1945 se aprueba en Consejo de Ministros el Plan Quinquenal de RENFE con la inclusión de 200 locomotoras, más 22 añadidas en anexo. Solo se construyeron 87 unidades del tipo 2400 y 35 del tipo 2700, entregadas entre 1950 y 1952: ¡cinco años más tarde! Hacia 1949 las estrecheces seguían patentes y se promulgó el Plan General de Reconstrucción de 1949  o Plan Guadalhorce, que preveía 325 locomotoras a vapor. Se incluían las locomotoras encargadas en 1945 y parte de las pedidas en 1941, aún por suministrar. Por tanto el pedido real de nuevas locomotoras era de 125 unidades. El presidente de RENFE, Rafael Benjumea, Conde de Guadalhorce, aconsejado por el gabinete de expertos de material de tracción, tomó una decisión drástica. Dada la incapacidad de la industria nacional para hacer las entregas de locomotoras en unos plazos razonables, el nuevo proyecto 1-4-1 (Mikado) que había sido presentado por MTM como respuesta al pliego de condiciones de RENFE para una locomotora de vapor polivalente (ver Renfe Serie 141f-2101 a 2125 y 2201 a 2417) fue adjudicado a la firma escocesa North British Locomotive Co., que entregó 25 locomotoras montadas y 100 más en kit, que fueron montadas por constructores españoles. Este pedido fue ampliado posteriormente a 117 locomotoras más, de forma que RENFE recibiría 242 Mikado entre 1953 y 1960.
El que RENFE adquiriera tantas locomotoras a vapor en un momento de consolidación de la tracción diésel en el extranjero ha sido frecuentemente criticado. La decisión de RENFE solo puede explicarse por la situación tan maltrecha de la economía española de aquellos años, en un contexto de autarquía y aislamiento político, y por la dificultad de importar combustibles petrolíferos, cuando el carbón se producía en España. Por otro lado, la electrificación no era una opción válida a pesar de que ya se había hecho en algunos tramos y por lo costoso que resultaría para las estrecheces presupuestarias de la época.

### 1950-1959

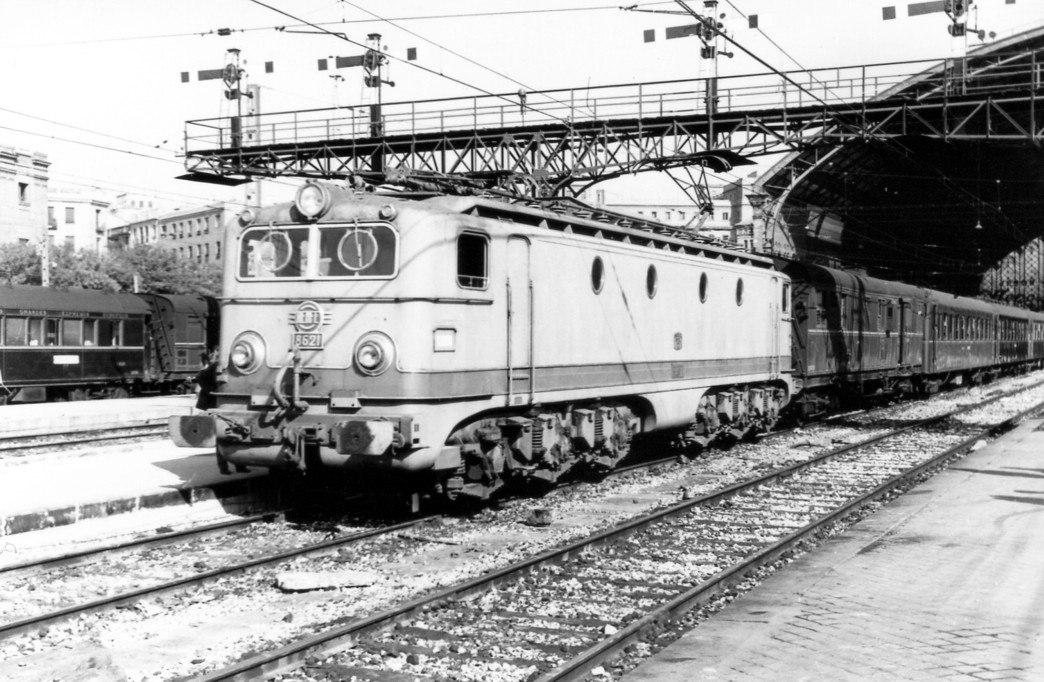
Locomotora Alstom de la serie 276 (7600), en Madrid-Atocha.

En los años 50 se empezaron a ver los frutos del Plan Guadalhorce y a recuperar, en parte, la situación de preguerra, pero España era un país depauperado y las mejoras e inicios de modernización son muy tímidos; A pesar de todo, se dan algunos pasos que serán el tímido símbolo de las reformas pensadas. En el mismo año 1950 empiezan los primeros servicios comerciales de los Talgo entre Madrid y Hendaya, aunque no es la única innovación; en 1952 entran en servicio los automotores diésel TAF que supusieron un gran salto cualitativo en los viajes de Larga Distancia. Y dos años después, en 1954, es inaugurado el primer centro de Control de Tráfico Centralizado, situado entre Ponferrada y Brañuelas. Por esas fechas (1953) tienen lugar los acuerdos diplomático-económicos con los EE. UU. que significaron el fin del aislamiento para el régimen de Franco y la entrada de capital extranjero para la maltrecha economía autárquica. Como parte de dichos acuerdos económicos, en 1955 se produce la llegada de las primeras locomotoras de la serie 316 (Marilyn), conocidas así por su lugar de origen. La modernización de material continúa y en 1956 entran en servicio las primeras 276 (7600 y 8600) de Alstom, coincidiendo también con avances en la electrificación del ocho catalán; También destaca la entrada en servicio las primeras "Suizas" para el tráfico de cercanías.
Coincidiendo con el final del decenio, se producen dos hechos de gran importancia: en 1958 entra en servicio el ferrocarril Zamora-Orense, cuya construcción había comenzado en 1927 y la cual se había alargado hasta ahora. Primeras "Suizas" para el tráfico de cercanías. Sin embargo, esta época de avances e inversiones previstas de Renfe dentro del Plan de Estabilización se ve detenida bruscamente en 1959, en respuesta a la inflación y grave crisis económica que se vivió en España a finales de los cincuenta. Las causas de esta grave crisis son el claro fracaso de la política autárquica que ha imperado en el régimen franquista desde 1939 y que tienen literalmente atada a la economía española.

### 1960-1978
El fin de la autarquía, preconizada por el Plan de Estabilización, y la apertura económica que significó, se refleja en RENFE en un periodo de modernización y cambios de objetivos. El desarrollismo en los años 60 significó una mejora progresiva en la economía española que igualmente se tradujo para los ferrocarriles. En este sentido, se produjo una significativa mejora del material rodante de RENFE aunque éste no alcanzase a todas las líneas ni a la totalidad del parque móvil. Las mejoras siempre se movieron en las principales líneas que concentraban el mayor tráfico de viajeros como es el caso de la línea Madrid-Barcelona, que es electrificada y dotada de doble vía en la mayor parte del recorrido.

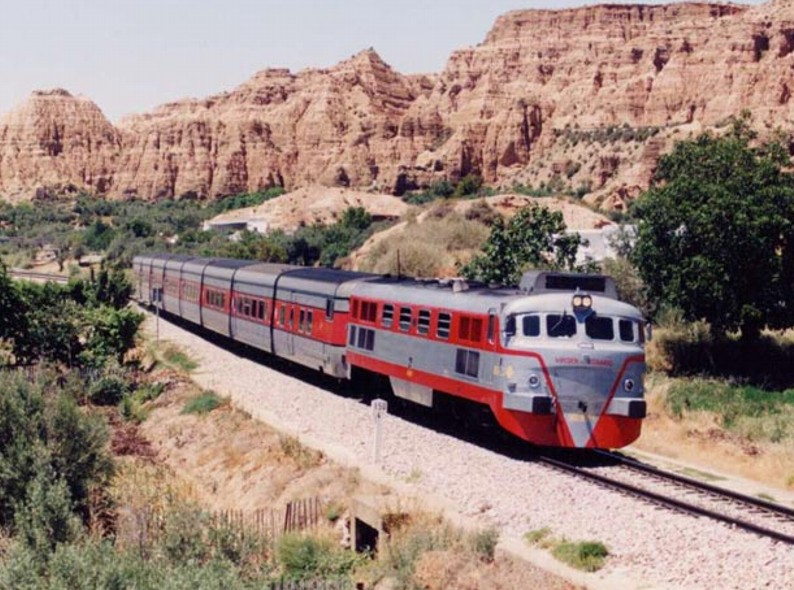
Un Talgo III cerca de Guadix; A partir de la década de los 60 las tracciones diésel y eléctrica empezaron a ganar impulso.

En el caso del tendido ferroviario, en 1962 el Banco Mundial, dentro de un amplio informe sobre la economía española, recomienda abandonar las inversiones en nuevas líneas y centrar el esfuerzo presupuestario en mejorar la red existente. Esto se tradujo en el abandono final de numerosos proyectos (algunos muy avanzados en su ejecución, casi listos) como es el caso del Ferrocarril Transversal Baeza-Utiel-Saint Girons, la finalización del Santander-Mediterráneo y otros varios incluidos en el plan de 1927. El único proyecto que se salvó de estos recortes fue el Ferrocarril de Madrid a Burgos por Aranda de Duero, que se inauguraría unos años después. Siguiendo las líneas preconizadas por el informe del Banco Mundial, en 1964 el Gobierno aprueba el Plan Decenal de Modernización de 1964 a 1973, por el cual entran en servicio el Talgo III (y sus locomotoras diésel 352), los automotores TER y los Ferrobuses. Con la entrada masiva de capitales se posibilitaba la importación de petróleo y además permitía la sustitución de la tracción vapor, aunque esta continuaría en servicio en no pocas líneas. La modernización del parque móvil y la mejora de la red ferroviaria permitieron que en 1967 la velocidad máxima de algunos trenes se elevara a 140 km/h. También en este año llegaron a España las locomotoras "Japonesas" de la serie 7900 (279), que fueron las primeras locomotoras japonesas (eléctricas) en ser importadas en toda Europa.
Coincidiendo con los últimos avances tienen lugar la inauguración del Ferrocarril directo Madrid-Burgos en 1968, que sería la última construcción ferroviaria de importancia en este periodo. En su momento tuvo cierta importancia ya que suponía un claro recorte en los trenes Madrid-Hendaya con respecto a la tradicional línea por Ávila y Medina del Campo, aunque la línea nunca llegaría a electrificarse ni tampoco ampliarla a doble sentido de circulación. Por otro lado, el comienzo de la década de los 70 traerá una desaceleración en el Plan Decenal de Modernización de 1964 a 1973, que al final daría lugar el nacimiento del Plan RENFE 1972-1975, con un importante programa de modernizaciones. En 1978 se produjo la implantación del sistema ASFA como una de las pocas introducciones que se realizaron en estos últimos años de la década de los 70, que destacaba más por la crisis generalizada consecuencia a su vez de la crisis del petróleo de 1973.

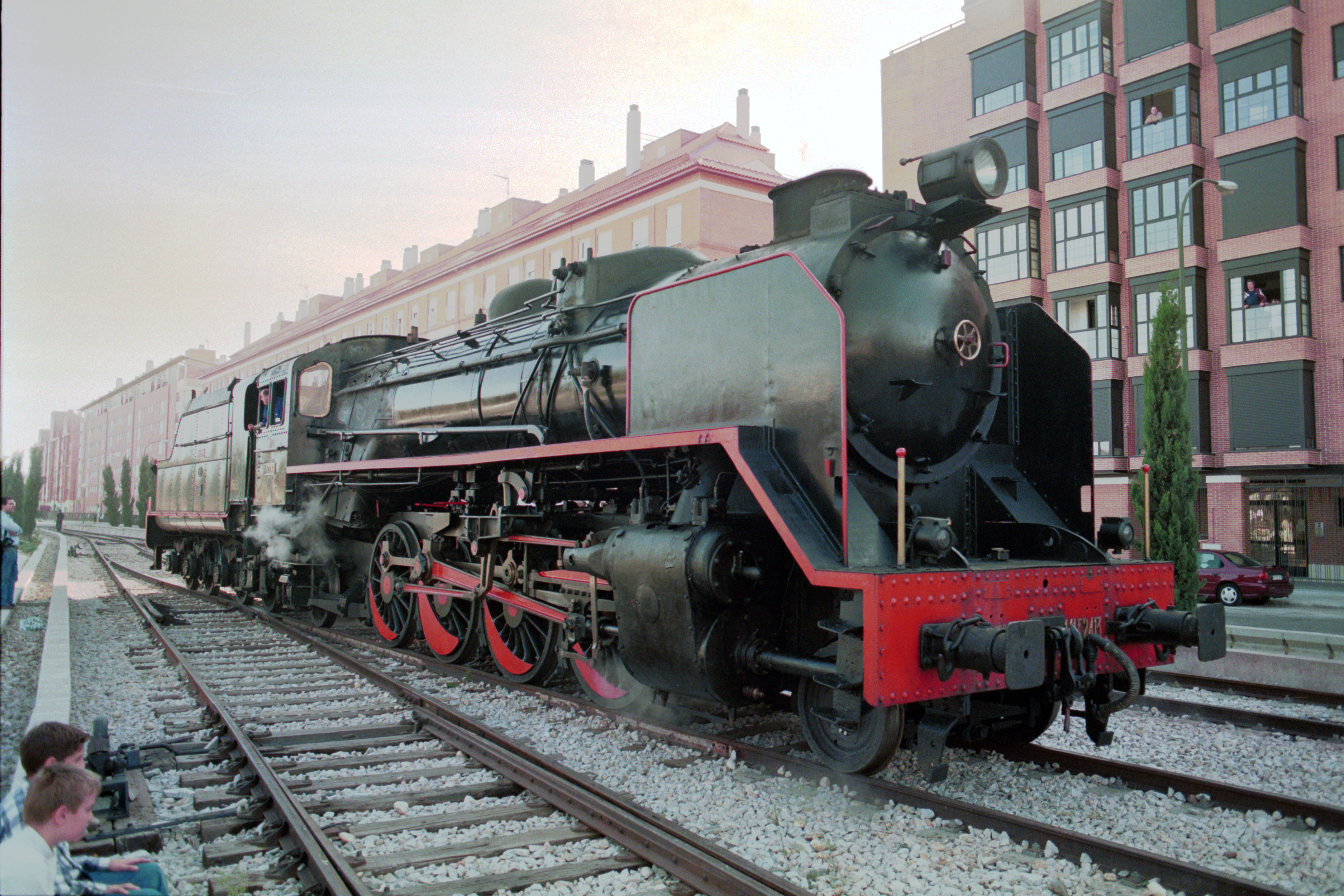
Locomotora Mikado, sería la última locomotora de tracción vapor en prestar servicios con RENFE.

#### Supresión de la tracción vapor
El año 1975 marcará un antes y un después en la historia del ferrocarril en tanto que este año se produce el Fin de la tracción vapor. El 23 de junio fue puesta fuera de servicio la última locomotora de vapor (una Mikado, la concretamente la número 141F 2348) en la Estación de Clasificación de Vicálvaro (Madrid), por el entonces príncipe Juan Carlos de Borbón. Hasta ese momento, había sido normal ver locomotoras de vapor arrastrando mercancías o expresos por líneas ferroviarias de carácter secundario y lo cierto es que existía un gran número de locomotoras en servicio para estas alturas. La desaparición de la tracción vapor no será el único hecho que ocurre este año, en tanto que el 20 de noviembre muere el dictador Francisco Franco y con ello comienza el principio del fin para el franquismo. Esto incidirá en RENFE pues supondrá el comienzo de una época de amplias reformas que buscan convertir a los ferrocarriles españoles en un eficaz medio de transporte.

## Época democrática

### 1979-1990
La situación a la que había llegado Renfe a finales de los años 70 con gigantescos déficits anuales y un servicio ferroviario que además de poco eficiente se había demostrado insostenible. Por otro lado, la situación política había dado un giro importante con los cambios llevados a cabo por Adolfo Suárez que llevaron a las primeras elecciones democráticas desde la Guerra Civil así como una progresiva democratización del sistema. Estos cambios se reflejarían también en RENFE, cuya imagen se había asociado tanto al franquismo y que a finales de los 70 no ofrecía los servicios que el transporte público español exigía. En 1979 se produce la firma del primer Contrato Programa; En éste, el Estado aporta los recursos necesarios para la explotación y las inversiones y RENFE se compromete a mejorar la calidad de sus servicios y a elaborar un plan que permita su recuperación. Dicho plan fue elaborado como el Plan general de Ferrocarriles, que debía tener 12 años de vigencia pero el cual solo se realizaría muy parcialmente.

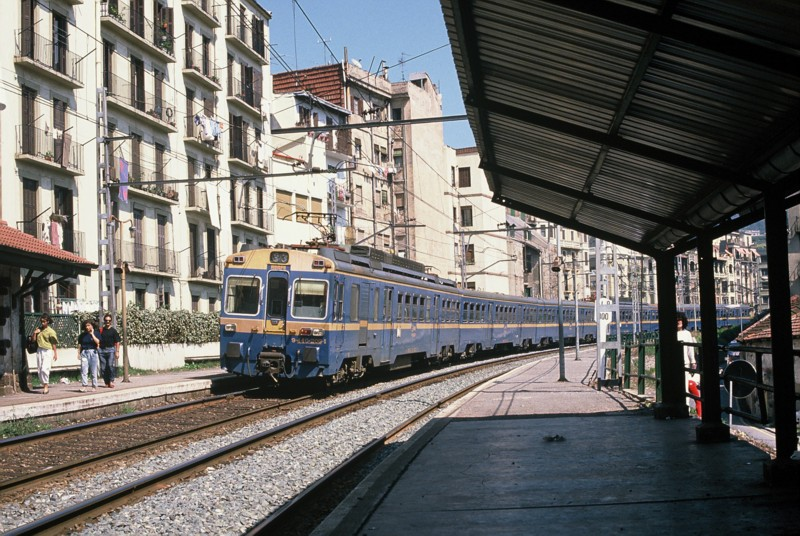
Unidad de Cercanías de la serie 440, muy empleados durante las década de los 80.

Para 1980 las mejoras en Larga Distancia empiezan a ser visibles: la introducción de trenes Talgo pendular, trenes convencionales con material Corail alquilado a Francia, y automotores eléctricos para servicios intercity, entre otros. Además, se empiezan a implantar servicios de Cercanías en Madrid, Barcelona, Málaga o Valencia, con el objetivo de absorber el tráfico de pasajeros que se mueven en estos grandes centros urbanos. Las Cercanías se convertirán en una de las joyas de la corona para Renfe. Sin embargo, todo este plan de reformas chocará con la realidad: En 1984 RENFE se encuentra en una situación crítica con déficits anuales gigantescos y es que, sus trenes se mueven principalmente en solo 5000 km de los 13000 km de vía que gestiona: Hay demasiadas líneas que no son rentables. Por ello se acuerda el Contrato Programa de 1984, por el que el 1 de enero de 1985 se cierran 914 km de vías y se dejan para uso exclusivo de mercancías otros 933Km.: 12 líneas y 132 estaciones se quedan sin servicio. Además, las comunidades autónomas salen al rescate de más de 600 km. para evitar su cierre.
Con motivo de estas reformas, en 1985, y como consecuencia de una fuerte renovación del material rodante, RENFE obtiene los mejores resultados de su historia en términos de viajeros transportados en Larga Distancia (9.816 miles de millones de p/km). A partir de estos resultados el gobierno de Felipe González empieza a hacer planes para una profunda modernización en el ferrocarril: En 1986 por primera vez se autorizan 160 km/h de velocidad máxima en algunos tramos. Además, se lleva a cabo la modernización de instalaciones, como las estaciones de Madrid, Sevilla o Barcelona, que sufren profundas transformaciones para adaptarse a las nuevas necesidades. Otras muchas estaciones y vías también son modernizadas. En concreto, el tráfico de Atocha fue absorbido por la Estación de Chamartín hasta la inauguración de la nueva Atocha en 1992. En 1987 se elabora Plan de Transporte Ferroviario concebido como inversión de ruptura para superar la crisis del ferrocarril, en el que entre otras actuaciones se lanza el Nuevo Acceso Ferroviario a Andalucía (NAFA), el Plan de Transporte Ferroviario (1987) y el plan de doble vía a 200 km/h en el triángulo Madrid-Barcelona-Valencia. Dentro de este plan se enmarca la decisión fundamental tomada en 1988: El Gobierno acuerda que el NAFA y las otras nuevas Líneas de Alta Velocidad se construyan en ancho UIC (ancho europeo). Sin embargo, los planes concretos para un cambio generalizado de la red en ancho ibérico no se materializarían debido a lo altamente costoso que sería. Al finalizar la década de 1980 se han puesto las bases para la nueva RENFE que durante la década siguiente se mostrará en todo su esplendor.

### 1991-2004
Continuando con los proyectos ya lanzados en la década de 80, en 1991 se continúa con las obras del NAFA, que supusieron la construcción de la Estación de Santa Justa para concentrar el tráfico ferroviario en Sevilla. Ello supuso que las Estaciones San Bernardo y Plaza de Armas fueran desmanteladas. Gran parte de estas obras realizadas en la ciudad hispalense tenían otro motivo: la celebración de la Exposición Universal de 1992 (Expo'92). En Barcelona se produjo una reorganización del parque de vías que circulaba por distintas zonas de la ciudad así como la mejora y adecuación de algunas estaciones como la de Barcelona-Término (renombrada como Estación de Francia) y Barcelona-Sants. Y al igual que en Sevilla, estas obras se realizaban el marco de una reordenación urbana con motivo, en este caso, de la celebración de los Juegos Olímpicos de 1992 en la ciudad condal. 

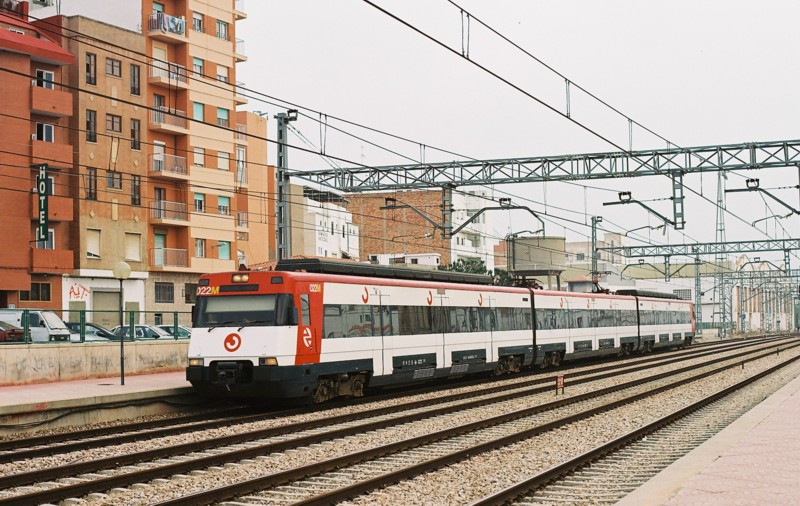
Unidad de Cercanías de la Serie 447, imagen que se convirtió en habitual tras la creación de las Unidades de Negocio y, con ello, la creación de los Cercanías.

Otra importante medida fue creación de las Unidades de Negocio en 1991, consecuencia de la reorganización a fondo de los servicios ferroviarios de RENFE y cuya creación terminará haciendo desaparecer el modelo territorial de las Zonas. Este nuevo modelo persigue la rentabilidad económica, reduciendo la burocracia y los altos costes que suponían la organización en Zonas. A partir de ahora R.E.N.F.E. se articulará en torno a las tres unidades de negocio principales: 
- Cercanías: destinado a las grandes zonas urbanas. Con anterioridad ya existían algunos servicios de este tipo en Madrid o Barcelona, aunque ahora se reorganizan y modernizan con nuevos modelos de cercanías (Serie 446 y Serie 447)

- Media Distancia: queda destinada para el transporte entre distancias cortas o medias. Esta asumirá prácticamente los servicios ferroviarios a nivel regional

- Larga Distancia: para las grandes distancias ferroviarias, donde se encuentran las líneas AVE.

Por fin, el 14 de abril de 1992 se produjo la inauguración de la línea de alta velocidad Madrid-Sevilla, coincidiendo con la inauguración de la Expo'92. Fue un gran momento para RENFE y la Historia de los ferrocarriles españoles, que daban ante el mundo una imagen de modernidad gracias a la publicidad Expo'92 y las Olimpiadas de Barcelona. En 1996 aparece el Proyecto Intercity 2000, que prevería la renovación del material rodante de Larga Distancia aunque fue un fracaso porque apenas si llegaría a materializarse y finalmente quedó en nada. El 30 de diciembre de 1998 fue fundada el Gestor de Infraestructuras Ferroviarias (GIF), una  entidad pública empresarial que se creó debido a las medidas del transporte ferroviario que la Unión Europea comenzó a impulsar a partir de la Directiva del Consejo 91/440/CEE sobre el Desarrollo de los Ferrocarriles Comunitarios, donde establecía (entre otras cuestiones) la separación entre los operadores de los trenes y el sujeto gestor de la infraestructura. El GIF tenía como objetivo la construcción y, en su caso, administración de las nuevas infraestructuras ferroviarias que expresamente le atribuya el Gobierno, a propuesta del Ministro de Fomento.
En 2003 tiene lugar la inauguración del tramo Madrid–Lérida de la línea de alta velocidad Madrid-Zaragoza-Barcelona-Frontera Francesa (a 200 km/h), siendo la segunda inaugurada en España después del Madrid-Sevilla y la primera del siglo XXI.

### 2005: la desaparición de RENFE

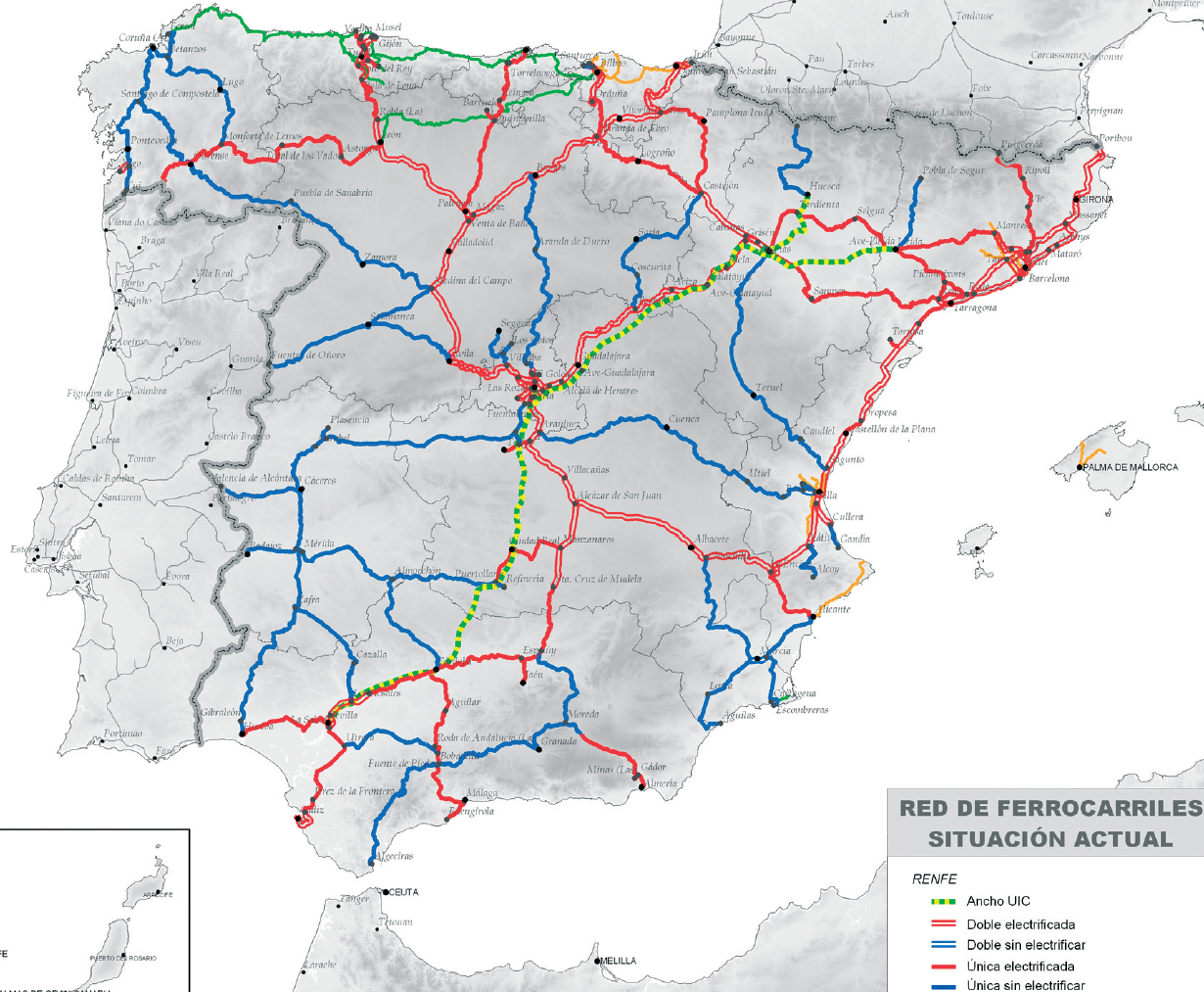
Mapa de la red de ferrocarriles en 2005, cuando se disolvió oficialmente RENFE.

A causa de las nuevas directivas económicas de la Unión Europea, el Estado debía abrir la red ferroviaria a la competencia, por lo que se dispuso una nueva legislación para el sector ferroviario (LSF, Ley 39/2003 del Sector Ferroviario), que en principio debía entrar en vigor el 1 de junio de 2004, pero que se retrasó con la asunción del Gobierno de José Luis Rodríguez Zapatero al 1 de enero de 2005. Así pues, RENFE terminó su andadura en un momento de grandes cambios en el ferrocarril español, acompañados por un esfuerzo inversor sin precedente en la historia ferroviaria española, esencialmente centrado en nuevas Líneas de Alta Velocidad.
Al finalizar el 31 de diciembre de 2004 la RENFE se fusionó con el entonces Gestor de Infraestructuras Ferroviarias (GIF) y, minutos más tarde, el 1 de enero de 2005, la entidad pública empresarial Renfe Operadora se desprendía de RENFE, que a partir de ese momento comenzó a llamarse Entidad Pública Empresarial Administrador de Infraestructuras Ferroviarias (más conocido por su acrónimo, ADIF). Así pues, a partir del 1 de enero de 2005 finalizó el monopolio legal de RENFE y las dos empresas sucesoras asumieron sus funciones:
- Renfe Operadora, que se encarga del transporte de mercancías y pasajeros, en régimen de competencia con otras empresas. También realiza el mantenimiento y fabricación de material ferroviario, participando en importantes proyectos nacionales e internacionales.
- ADIF (Administrador de Infraestructuras Ferroviarias), que gestiona vías, estaciones, comunicaciones, etc., cobrando un canon a las empresas usuarias de la red, entre ellas a Renfe Operadora.